# Tatiana Muntián
Tatiana Stepánovna Muntián (en ruso: Татьяна Степановна Мунтян; Chernivtsí, URSS, 7 de marzo de 1968) es una deportista ucraniana que compitió en tiro con arco, en la modalidad de arco recurvo.
Ganó una medalla de plata en el Campeonato Mundial de Tiro con Arco al Aire Libre de 1997, tres medallas en el Campeonato Mundial de Tiro con Arco en Sala, en los años 1995 y 1997, y una medalla de oro en el Campeonato Europeo de Tiro con Arco al Aire Libre de 1988.
Participó en los Juegos Olímpicos de Seúl 1988, ocupando el cuarto lugar en la prueba de equipo.

## Palmarés internacional
| Representando a la URSS          |                          |                   |            |
| Campeonato Europeo al Aire Libre |                          |                   |            |
| Año                              | Lugar                    | Medalla           | Prueba     |
| 1988                             | Luxemburgo (Luxemburgo)  | Medalla de oro    | Equipo     |
| Representando a Ucrania          |                          |                   |            |
| Campeonato Mundial al Aire Libre |                          |                   |            |
| Año                              | Lugar                    | Medalla           | Prueba     |
| 1997                             | Victoria (Canadá)        | Medalla de plata  | Equipo     |
| Campeonato Mundial en Sala       |                          |                   |            |
| Año                              | Lugar                    | Medalla           | Prueba     |
| 1995                             | Birmingham (Reino Unido) | Medalla de oro    | Equipo     |
| 1997                             | Estambul (Turquía)       | Medalla de oro    | Individual |
| 1997                             | Estambul (Turquía)       | Medalla de bronce | Equipo     |